# Wstań i walcz (film 2008)
Wstań i walcz (oryg. Halla Bol, tłum. Podnieście głos) – bollywoodzki film z 2008 roku wyreżyserowany przez Rajkumara Santoshiego, twórcę Lajja, The Legend of Bhagat Singh (2002) i Mundur (2004). W rolach głównych Ajay Devgan, Pankaj Kapoor i Vidya Balan. Ponadto wielu znanych aktorów pokazuje się przez moment grając gościnnie siebie samych, wśród nich powracająca na ekrany Sridevi.
To historia przemiany naiwniaka w cynika, cynika w bohatera. Film opowiada o życiu pełnego wiary w prawdę, zaangażowanego w społeczny teatr ulicy Ashfaaqa, który robiąc karierę w świecie filmu zapiera się siebie,  sprzedaje się, stając się egocentrycznym tchórzem Sameerem. Uświadomienie sobie rozdźwięku między granym przez siebie superherosem walczącym o sprawiedliwość a odtwarzającym go małodusznym karierowiczem, stawia przed bohaterem pytanie, kim jest. Rozpoczyna proces jego kolejnej przemiany. W konfrontacji z prawdą o sobie pomaga mu guru (Pankaj Kapoor i żona (Vidya Balan).
Film dotyka wzbudzających duże emocje i omawianych powszechnie w prasie problemów społecznych. Pierwszy z nich wiąże się z przypadkiem morderstwa na Jessica Lall, modelce z New Delhi zastrzelonej w 1999 roku na oczach świadków. Mimo ich zeznań sąd początkowo nie skazał mordercy, syna wpływowego polityka ze stanu Hariana. Film porusza też problem ruchu Narmada Bachao Andolan walczącego przeciwko budowie w Gudżaracie na rzece Narmada tamy Sardar Sarovar Dam i o zadośćuczynienie materialne dla ludzi, którzy na tym stracą. Uwzględniono zaangażowanego w tę walkę aktora Aamir Khana. Innym problemem ujętym w filmie jest sprawa społecznego ruchu walki z korupcją "Jan Natya Manch" i jego lidera Safdara Hashmi zamordowanego w 1989 roku przez uwikłanych w politykę gangsterów podczas przedstawienia ulicznego pt. "Halla Bol".

## Motywy kina indyjskiego
- gwiazda filmowa (Om Shanti Om) * kłamstwo * dziennikarka (Page 3) * film w filmie * seks * sprzedaż ciała za role w filmie * relacja ojca i synka (Blackmail, Akele Hum Akele Tum) * dyskoteka * narkotyki * zabójstwo * relacja matki i córki * przesłuchanie na posterunku * kłamstwo * na planie filmowym (Om Shanti Om * relacja sióstr * opowieść w opowieści (wspomnienia) * zaangażowane społecznie przedstawienie uliczne (Anbe Sivam, Boys) * przemiana bandyty (Karam, Aśoka Wielki, Bandit Queen) * nawiązanie  do Hariśćandry * modlitwa w świątyni hinduskiej * zakochani * dramatyczna relacja ojca i syna (Czasem słońce, czasem deszcz) * relacja matki i syna (Gdyby jutra nie było, Duplicate) * Mumbaj (meczet Haji Ali, sąd) * relacja ucznia i nauczyciela (Iqbal, Chak de India) * w kinie (Satya, Lajja) *  dziecko a konflikt między muzułmanami a hindusami (Pinjar, Dharm) * ślub w urzędzie cywilnym (Ahista Ahista, Happy, Delhi Heights) * hinduska poślubia muzułmanina (Wszystko dla miłości, Veer-Zaara) * sprzedaż swej twarzy w reklamie * gwałt * przemiana w łajdaka * małżeńska zdrada (Kabhi Alvida Naa Kehna, Silsila)* kryzys w małżeństwie  (Delhi Heights, Jhankar Beats) * świadek przestępstwa (Ghulam, Hamara Dil Aapke Paas Hai, Lesa Lesa, Mouna Raagam) * groźby (Blackmail) skorumpowana policja szpital * identyfikacja zabójcy * palenie w proteście kukły człowieka (Chak de India) * wywiad w TV (Nayak: The Real Hero) * przemiana w bohatera muzułmańska modlitwa (Zakhm, Roja) * wiara w Boga * w meczecie całą rodziną *  w sądzie (Ghulam, Akele Hum Akele Tum, Main Aisa Hi Hoon], Veer-Zaara, Gupt: The Hidden Truth) * dziennikarze (Phir Bhi Dil Hai Hindustani) * w areszcie (Nijam) * zamach * ciężarówka * sikhowie (Apne, Maachis, Król z przypadku) * modlitwa w gurdwarze sikhijskiej * jedność wiary w Boga niezależnie od różnicy wyznań * pragnienie zemsty  * nawiązanie do demona Rawany z Ramajany* sąd i policja na służbie nadużywających władzy  polityków (Apaharan ) * walka na miecze * patriotyzm indyjski * podkreślanie jedności Indii (premierami sikh i muzułmanin – Abdul Khan) * aresztowanie * teatr uliczny w walce o sprawiedliwość przedstawienie * przemoc na oczach milczącej policji (Parzania, Amu, Dev) * pobicie * koma (Deewane) * demonstracje * solidarność protestującego tłumu (Phir Bhi Dil Hai Hindustani) * media w walce o sprawiedliwość  * zwycięstwo sprawiedliwości w sądzie

## Obsada
- Amay Kadakia – Rohit
- Ajay Devgan – Ashfaque/Sameer Khan
- Vidya Balan – Sneha
- Pankaj Kapoor – Sidhu
- Ishteyak – .
- Darshan Jariwala
- Sayali Bhagat – siebie(gościnnie w piosence Is Pal Ki Soch)
- Kareena Kapoor – gościnnie siebie
- Tusshar Kapoor – gościnnie siebie
- Sridevi – gościnnie siebie
- Boney Kapoor – gościnnie siebie
- Jackie Shroff – gościnnie siebie
- Ruby Bhatia – gościnnie siebie)
- Mohanlal – gościnnie siebie
- Mammooty – gościnnie siebie

## Piosenki
Muzykę do filmu skomponował Sukhwinder Singh, autor muzyki do takich filmów jak Biwi No.1, Bombay to Bangkok, czy Sandwich (film).
- Barsan Lagi – Sneha Pant
- Is Pal Ki Soch – Harshdeep Kaur
- Jab Tak Hai Dum – Sukhwinder Singh
- More Haji Piya – Amjad Farid Sabri
- Shabd Gurbani – Sukhwinder Singh
- Halla Bol Theme

## Ciekawostki
- Na filmie można zobaczyć plakaty z filmów z Ajay Devganem - Parwana, The Legend of Bhagat Sinh (w muzeum siebie, pokoju z trofeami Sameera). A także z innych filmów - Awaara, Zindagi Rocks, Yun Hota Toh Kya, czy Jaan-E-Man.
- Ajay Devgan gra ojca także w takich filmach jak Blackmail, U Me aur Hum, Main Aisa Hi Hoon i Dil Kya Kare. W komie po pobiciu leży też w filmie Deewane.